# كونت باريس

شعار باريس

كونت باريس (بالفرنسية: Comte de Paris) كان لقبًا للقطب المحلي للمنطقة المحيطة بباريس في العصور الكارولنجية. بعد انتخاب أوغو كابيه ملكًا على فرنسا عام 987، اندمج اللقب في التاج وتم إهماله. ومع ذلك، تم احياؤها في وقت لاحق من قبل المدعين الأورليانيين للعرش الفرنسي في محاولة لاستحضار إرث كابيت وسلالته.

## جويديشي
- بوديلون
- سانت وارينوس حتى 678

## بيبيني
- جريفو (751-753)، ابن شارل مارتل وزوجته الثانية سواناهيلد

## جيرارد
- جيرارد الأول (752-778)
- ستيفن (778-811)، ابن السابق
- بيغو، كونت تولوز (815-816)، شقيق السابق
- ليوثارد الأول من باريس (816)، شقيق بيغو وكذلك كونت فيزينساك
- جيرارد الثاني (816)، ابن السابق وشقيق أدالارد وكيل الحاكم الإقطاعي، وكما دوق فيين
- ليوثارد الثاني من باريس (من 816)، ابن بيغو
- أدالارد (877)، كونت بلاتين، والد أديلايد، زوجة لويس الثاني ملك فرنسا

## ويلف
- كونراد (858-859)

## روبرتيانس
- أود، ملك فرنسا أيضًا (حتى 888)
- روبير، أيضًا كونت بلوا وأنجو وتور وأورليان ومارجريف من نيوستريا، وملك فرنسا (888-923)
- هيو العظيم (923-956)
- أوغو كابيه (956-996)

## بوشاردية
- بوشار الأول الموقر (1005)، أيضًا كونت فاندوم وكورباي ومولن
- ريجنالد، أسقف باريس

## الأورليانيون
في عام 1838، أثناء حكم يوليو الملكي، أعاد الملك لويس فيليب الأول اللقب لحفيده المولود حديثًا، فيليب.  بعد تنازل لويس فيليب عن العرش خلال الثورة الفرنسية عام 1848، اعتبر أنصار الملكية الأورليانية أن فيليب ونسله هم الورثة الشرعيون للعرش. في عام 1870، في بداية الجمهورية الثالثة الفرنسية، وافق فيليب و الأورليانيون على دعم المدعي الشرعي، هنري كونت تشامبورد، ولكنه استأنف مطالبات فيليب بعد وفاة هنري في 1883.
- فيليب، كونت باريس (1838-1894)
- هنري كونت باريس (1929-1999)
- هنري أورليان، كونت باريس (1999-2019)
- جان، كونت باريس (2019 إلى الوقت الحاضر) [2]

التالي في الصف هو الابن الأكبر لجين، الأمير غاستون لويس أنطوان ماري دورليان (مواليد 2009).